# سیارک ۱۰۵۶۸
سیارک ۱۰۵۶۸ (به انگلیسی: 10568 Yoshitanaka، نامگذاری:1994CF1) ده هزار و پانصد و شصت و هشتمین سیارک کشف شده‌است که در ۲ فوریه ۱۹۹۴ کشف شد.
قدر مطلق سیارک برابر ۳۳٫۸ است.